# EuroCoupe de basket-ball 2006-2007
Pour les articles homonymes, voir EuroCup.
Navigation
Édition précédente Édition suivante
L’EuroCoupe de basket-ball 2006-2007 (ou FIBA EuroCup 2006-07) est la 4e édition de la troisième compétition européenne de clubs de basket-ball, appelée aujourd'hui EuroChallenge. Elle ne doit pas être méprise avec l'EuroCoupe ULEB (anciennement Coupe ULEB) issue de la fusion des anciennes coupes Saporta et Korać.

## Déroulement
La compétition est ouverte à trente-et-une équipes, issues de dix-neuf pays. La compétition se dispute en quatre étapes.
1re phase
Les 31 équipes sont réparties en huit groupes (sept groupes de quatre et un groupe de trois) et au sein de chaque poule se rencontrent au cours de matchs aller et retour. Les deux meilleures équipes au classement de chaque groupe accèdent à la seconde phase.
2e phase
Les seize équipes qualifiées à l'issue de la 1re phase sont réparties en quatre groupes de quatre équipes chacune et suivent le même système de poules que la 1re phase. Les deux premiers de chaque groupe se qualifient pour les quarts de finale
Quarts de finale
Les huit équipes issues de la 2e phase se rencontrent dans des séries de matchs à élimination directe au meilleur de trois matchs avec le 1er d'une poule de la 2e phase rencontrant le second d'une autre poule. Le 1er ayant l'avantage du terrain en case de 3e match d'appui.
Final Four
Les vainqueurs des quarts avancent au Final Four. Les demi-finales, la finale et le match pour la 3e place se jouent sur un match sec au Pavello Fontajau à  Gérone.

## Équipes participantes
| Pays                 | Nombre d'équipes | Équipes              | Équipes                 | Équipes         |
| -------------------- | ---------------- | -------------------- | ----------------------- | --------------- |
| Russie               | 3                | Lokomotiv Rostov     | Dynamo région de Moscou | Ural Great Perm |
| Ukraine              | 3                | Azovmach Marioupol   | Khimik Youjne           | BK Kiev         |
| France               | 3                | JDA Dijon            | BCM Gravelines          | Adecco ASVEL    |
| Grèce                | 2                | Panionios BC         | Maroussi Athènes        |                 |
| Espagne              | 2                | Estudiantes Madrid   | Akasvayu Girona         |                 |
| Turquie              | 2                | Bandırma Banvit      | Türk Telekomspor        |                 |
| Belgique             | 2                | Spirou Charleroi     | Liège Basket            |                 |
| Israël               | 2                | Ironi Nahariya       | Maccabi Rishon LeZion   |                 |
| Lettonie             | 2                | Barons LMT           | ASK Riga                |                 |
| Chypre               | 1                | AEL Limassol         |                         |                 |
| Roumanie             | 1                | CSU Asesoft Ploieşti |                         |                 |
| Hongrie              | 1                | Atomerömü SE Paks    |                         |                 |
| Bulgarie             | 1                | BK CSKA Sofia        |                         |                 |
| Italie               | 1                | Virtus Bologne       |                         |                 |
| République tchèque   | 1                | CEZ Nymburk          |                         |                 |
| Pays-Bas             | 1                | Astronauts Amsterdam |                         |                 |
| Serbie-et-Monténégro | 1                | KK Vojvodina         |                         |                 |
| Lituanie             | 1                | KK Šiauliai          |                         |                 |
| Estonie              | 1                | BC Kalev             |                         |                 |

## Compétition

### Première phase
|    | Équipe               | J | G | P | Pp  | Pc  | Diff |
| -- | -------------------- | - | - | - | --- | --- | ---- |
| 1. | Estudiantes Madrid   | 6 | 5 | 1 | 551 | 524 | +27  |
| 2. | JDA Dijon            | 6 | 4 | 2 | 496 | 475 | +21  |
| 3. | Ironi Nahariya       | 6 | 3 | 3 | 513 | 505 | +8   |
| 4. | CSU Asesoft Ploieşti | 6 | 0 | 6 | 519 | 575 | -56  |

|    | Équipe                  | J | G | P | Pp  | Pc  | Diff |
| -- | ----------------------- | - | - | - | --- | --- | ---- |
| 1. | Dynamo région de Moscou | 6 | 5 | 1 | 470 | 396 | +74  |
| 2. | Spirou Charleroi        | 6 | 4 | 2 | 418 | 409 | +9   |
| 3. | Khimik Youjne           | 6 | 3 | 3 | 457 | 467 | -10  |
| 4. | Barons LMT              | 6 | 0 | 6 | 384 | 457 | -73  |

|    | Équipe             | J | G | P | Pp  | Pc  | Diff |
| -- | ------------------ | - | - | - | --- | --- | ---- |
| 1. | Lokomotiv Rostov   | 6 | 4 | 2 | 451 | 397 | +54  |
| 2. | Azovmach Marioupol | 6 | 4 | 2 | 454 | 417 | +37  |
| 3. | Bandırma Banvit    | 6 | 4 | 2 | 456 | 414 | +42  |
| 4. | Atomerömü SE Paks  | 6 | 0 | 6 | 379 | 512 | -133 |

|    | Équipe                | J | G | P | Pp  | Pc  | Diff |
| -- | --------------------- | - | - | - | --- | --- | ---- |
| 1. | Akasvayu Girona       | 6 | 6 | 0 | 519 | 432 | +87  |
| 2. | KK Šiauliai           | 6 | 2 | 4 | 494 | 502 | -8   |
| 3. | BCM Gravelines        | 6 | 2 | 4 | 479 | 522 | -43  |
| 4. | Maccabi Rishon LeZion | 6 | 2 | 4 | 452 | 488 | -36  |

|    | Équipe       | J | G | P | Pp  | Pc  | Diff |
| -- | ------------ | - | - | - | --- | --- | ---- |
| 1. | Liège Basket | 4 | 3 | 1 | 293 | 261 | +32  |
| 2. | BC Kalev     | 4 | 2 | 2 | 283 | 284 | -1   |
| 3. | BK Kiev      | 4 | 1 | 3 | 277 | 308 | -31  |

|    | Équipe           | J | G | P | Pp  | Pc  | Diff |
| -- | ---------------- | - | - | - | --- | --- | ---- |
| 1. | Maroussi Athènes | 6 | 5 | 1 | 452 | 411 | +41  |
| 2. | ASK Riga         | 6 | 3 | 3 | 450 | 449 | +1   |
| 3. | CEZ Nymburk      | 6 | 3 | 3 | 454 | 460 | -6   |
| 4. | KK Vojvodina     | 6 | 1 | 5 | 419 | 455 | -36  |

|    | Équipe           | J | G | P | Pp  | Pc  | Diff |
| -- | ---------------- | - | - | - | --- | --- | ---- |
| 1. | Türk Telekomspor | 6 | 5 | 1 | 506 | 470 | +36  |
| 2. | Panionios BC     | 6 | 4 | 2 | 487 | 446 | +41  |
| 3. | Ural Great Perm  | 6 | 2 | 4 | 461 | 490 | -29  |
| 4. | BK CSKA Sofia    | 6 | 1 | 5 | 474 | 522 | -48  |

|    | Équipe               | J | G | P | Pp  | Pc  | Diff |
| -- | -------------------- | - | - | - | --- | --- | ---- |
| 1. | Virtus Bologne       | 6 | 5 | 1 | 540 | 404 | +136 |
| 2. | AEL Limassol         | 6 | 4 | 2 | 494 | 454 | +40  |
| 3. | Adecco ASVEL         | 6 | 3 | 3 | 495 | 456 | +39  |
| 4. | Astronauts Amsterdam | 6 | 0 | 6 | 361 | 576 | -215 |

### Deuxième phase
|    | Équipe             | J | G | P | Pp  | Pc  | Diff |
| -- | ------------------ | - | - | - | --- | --- | ---- |
| 1. | Estudiantes Madrid | 6 | 5 | 1 | 488 | 419 | +69  |
| 2. | AEL Limassol       | 6 | 5 | 1 | 449 | 418 | +31  |
| 3. | Liège Basket       | 6 | 1 | 5 | 462 | 511 | -49  |
| 4. | KK Šiauliai        | 6 | 1 | 5 | 490 | 541 | -51  |

|    | Équipe                  | J | G | P | Pp  | Pc  | Diff |
| -- | ----------------------- | - | - | - | --- | --- | ---- |
| 1. | Azovmach Marioupol      | 6 | 5 | 1 | 457 | 395 | +62  |
| 2. | Dynamo région de Moscou | 6 | 4 | 2 | 429 | 393 | +36  |
| 3. | ASK Riga                | 6 | 3 | 3 | 413 | 476 | -63  |
| 4. | Maroussi Athènes        | 6 | 0 | 6 | 427 | 462 | -35  |

|    | Équipe           | J | G | P | Pp  | Pc  | Diff |
| -- | ---------------- | - | - | - | --- | --- | ---- |
| 1. | Türk Telekomspor | 6 | 5 | 1 | 471 | 452 | +19  |
| 2. | Panionios BC     | 6 | 3 | 3 | 426 | 405 | +21  |
| 3. | Lokomotiv Rostov | 6 | 3 | 3 | 429 | 431 | -2   |
| 4. | Spirou Charleroi | 6 | 1 | 5 | 413 | 451 | -38  |

|    | Équipe          | J | G | P | Pp  | Pc  | Diff |
| -- | --------------- | - | - | - | --- | --- | ---- |
| 1. | Akasvayu Girona | 6 | 6 | 0 | 592 | 487 | +105 |
| 2. | Virtus Bologne  | 6 | 4 | 2 | 530 | 508 | +22  |
| 3. | JDA Dijon       | 6 | 2 | 4 | 470 | 534 | -64  |
| 4. | BC Kalev        | 6 | 0 | 6 | 453 | 516 | -63  |

### Quarts de finale
| Équipe 1                | Cumul | Équipe 2           | match aller | match retour | match d'appui |
| ----------------------- | ----- | ------------------ | ----------- | ------------ | ------------- |
| Dynamo région de Moscou | 0 - 2 | Estudiantes Madrid | 70 - 80     | 74 - 78      | -             |
| Virtus Bologne          | 2 - 0 | Türk Telekomspor   | 95 - 87     | 59 - 54      | -             |
| Akasvayu Girona         | 2 - 1 | Paniónios BC       | 69 - 82     | 76 - 68      | 83 - 49       |
| Azovmach Marioupol      | 2 - 1 | AEL Limassol       | 79 - 85     | 88 - 63      | 97 - 69       |

### Final Four
Le Final Four se passe à Gérone, au Pavello Fontajau. Les vainqueurs des quarts de finale y participent.
|  | Demi-finales       | Demi-finales       |                 |    | Finale            | Finale            |
|  | Demi-finales       | Demi-finales       |                 |    | Finale            | Finale            |
|  |                    |                    |                 |    |                   |                   |
|  | 13 avril, 18 h 00  | 13 avril, 18 h 00  |                 |    | 15 avril, 19 h 30 | 15 avril, 19 h 30 |
|  | 13 avril, 18 h 00  | 13 avril, 18 h 00  |                 |    | 15 avril, 19 h 30 | 15 avril, 19 h 30 |
|  | Virtus Bologne     | 73                 |                 |    | 15 avril, 19 h 30 | 15 avril, 19 h 30 |
|  | Virtus Bologne     | 73                 |                 |    | 15 avril, 19 h 30 | 15 avril, 19 h 30 |
|  | Azovmach Marioupol | 74                 |                 |    | 15 avril, 19 h 30 | 15 avril, 19 h 30 |
|  | Azovmach Marioupol | 74                 | Akasvayu Girona | 79 |                   |                   |
|  | 13 avril, 20 h 30  |                    | Akasvayu Girona | 79 |                   |                   |
|  |                    | Azovmach Marioupol | 72              |    |                   |                   |
|  | Akasvayu Girona    | Azovmach Marioupol | 72              | 89 |                   |                   |
|  | Akasvayu Girona    |                    |                 | 89 |                   |                   |
|  | Estudiantes Madrid | 58                 |                 |    |                   |                   |
|  | Estudiantes Madrid | 58                 | 3e place        |    |                   |                   |
|  |                    |                    |                 |    |                   |                   |
|  | 15 avril, 17 h 00  |                    |                 |    |                   |                   |
|  |                    |                    |                 |    |                   |                   |
|  | Virtus Bologne     | 80                 |                 |    |                   |                   |
|  | Virtus Bologne     | 80                 |                 |    |                   |                   |
|  | Estudiantes Madrid | 62                 |                 |    |                   |                   |
|  | Estudiantes Madrid | 62                 |                 |    |                   |                   |

## Leaders de la compétition

### Points
| #  | Joueur       | Équipe           | Matchs joués | Points marqués | PPM   |
| -- | ------------ | ---------------- | ------------ | -------------- | ----- |
| 1. | Erwin Dudley | Türk Telekomspor | 14           | 300            | 21,43 |

### Rebonds
| #  | Joueur            | Équipe      | Matchs joués | Rebonds | RPM  |
| -- | ----------------- | ----------- | ------------ | ------- | ---- |
| 1. | Tadas Klimavičius | KK Šiauliai | 12           | 108     | 9,00 |

### Passes
| #  | Joueur          | Équipe    | Matchs joués | Passes | PaPM |
| -- | --------------- | --------- | ------------ | ------ | ---- |
| 1. | Laurent Sciarra | JDA Dijon | 11           | 98     | 8,91 |